# Eustasie (Ökologie)
Eustasie  (von alt-gr. εὖ (eu) gut, echt und στάσις (stásis) Stand) wird in der Ökologie die relative ökologische Stabilität eines Landschaftsökosystems bezeichnet. Hierbei ist nicht eine Langzeitstabilität ökologischer Bedingungen im erdgeschichtlichen Sinne gemeint, sondern eine Stabilität im Rahmen von Jahrzehnten oder Jahrhunderten. Eustasie in diesem Sinne bezeichnet den Gegensatz des Begriffs Astasie. (άστατος: „unbeständig, wacklig“; = nicht statisch).
Der Begriff Eustasie ist in der Ökologie heute kaum gebräuchlich. Die wenigen Anwendungen beziehen sich auf die limnologische Forschung der 1950er und 1960er Jahre.